# Eulenspiegel (Nestroy)
Eulenspiegel oder Schabernack über Schabernack ist eine Posse mit Gesang in vier Akten von Johann Nestroy. Sie hatte am 22. April 1835 zum Vorteile des Komikers Johann Nestroy im Theater an der Wien Premiere.

## Inhalt

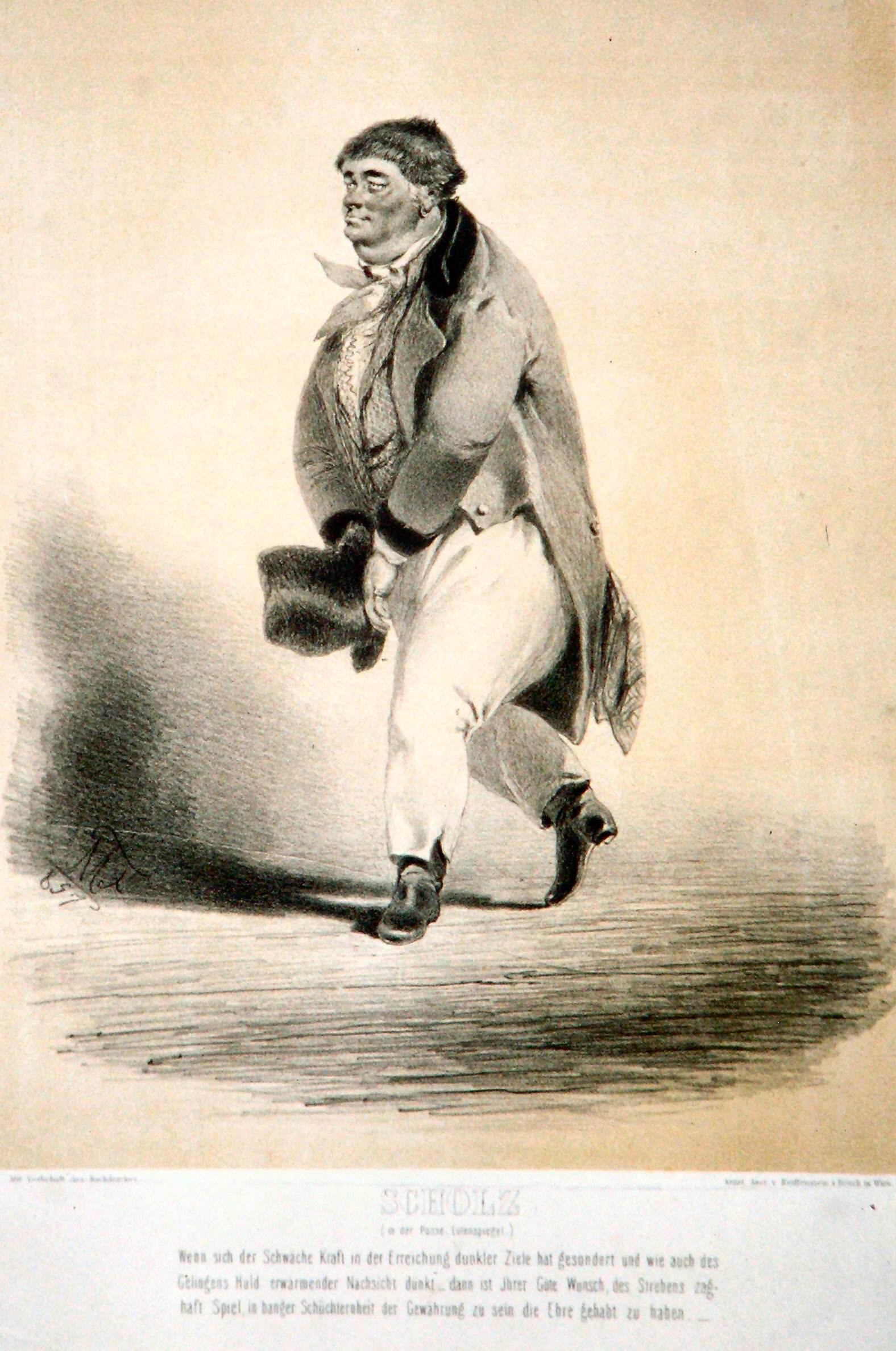
Wenzel Scholz als Eulenspiegel

Der Müllermeister Mehlwurm will sein Mündel Lenchen selbst heiraten, obwohl diese und der Jäger Heinrich ineinander verliebt sind. Da trifft der spitzbübische Vagabund und Intrigant Eulenspiegel im Marktflecken ein:
„Aber ganz ohne Geld leb'n wie i,
Dazu g'hört sich schon ein Genie.“ (Erster Aufzug, achter Auftritt)
Als Mehlwurm Heinrich mit Lenchen ertappt und hinauswirft, verspricht Eulenspiegel, den Liebenden zu helfen, und lässt sich als Müllerbursche verkleidet vom Müller einstellen. Cordula gegenüber gibt er sich als in sie verliebter verkleideter Marquis aus. Dem heimkehrenden Gutsherrn erzählt Heinrich von seiner unglücklichen Liebe. Als Nelkenstein erfährt, der berühmte Eulenspiegel sei hier und wolle seinem Jäger zur Braut verhelfen, packt ihn der Ehrgeiz. Er wettet, dass er mit seiner List dabei früher Erfolg haben werde, aber Eulenspiegel ist zuversichtlich:
„Bild't sich der alte Herr von Nelkenstein ein, er wir die Sach' pfiffiger anstellen als ich, das ist der Müh' wert! Na, es is ihm zu verzeihn; es is ja heutzutag' die herrschende Krankheit, daß gar so viel Leut' an der Einbildung leiden.“ (Zweiter Aufzug, sechster Auftritt)
Natzi bewacht Lenchen im Auftrag Mehlwurms und Cordulas auf Schritt und Tritt, aber die listige Peppi lenkt ihn ab. Heinrich wird in einem präparierten Mehlfass in die Mühle gebracht, um sich dort mit Lenchen zu treffen, wird aber entdeckt und muss fliehen. Nelkenstein hat inzwischen irrtümlich Cordula entführen lassen, die er für Lenchen hält. Eulenspiegel treibt sein Verwirrspiel so weit, dass schließlich Mehlwurm, der Heinrich in den Mühlbach werfen lassen will, wegen dieser geplanten Gewalttat arretiert wird. Nelkenstein muss zwar einsehen, dass er gegen Eulenspiegel keinen Erfolg hatte, aber er ist gerne bereit, der Hochzeit von Heinrich und Lenchen zuzustimmen. Mehlwurm muss sich zornig ebenfalls einverstanden erklären:
„Sie sollen sich heiraten – ich geb' mein Jawort! – Ja! Ja! Ja! – aber jetzt laßt's mich hinaus, damit ich vor Gall' zerplatzen kann.“ (Vierter Aufzug, einundzwanzigster Auftritt)

## Werksgeschichte
Vermutlich zum ersten Male hat August von Kotzebue den volkstümlichen Till Eulenspiegel in eine reine Possenfigur verwandelt, und zwar in seinem Stück Eulenspiegel. Ein dramatischer Schwank in einem Akt und in zwanglosen Reimen, gedruckt im 4. Jahrgang des Almanachs dramatischer Spiele zur geselligen Unterhaltung auf dem Lande, Berlin 1806. Hier ist Eulenspiegel der dumme, jeden Befehl wörtlich nehmende und dadurch sinnlos machende Diener eines Quacksalbers. Das Thema des alten Vormunds, der sein reiches und schönes Mündel heiraten will, kommt darin ebenfalls vor, allerdings können hier das schlaue Mädchen und ihr Liebhaber ohne Eulenspiegels Hilfe den Vormund überlisten.
Nestroys Stück hat allerdings den Till Eulenspiegel von Matthäus Stegmayer (1771–1820) als Vorlage, das in der Tradition des Hanswursts aus dem Alt-Wiener Volkstheater zu Hause ist. Zwar war Stegmayers Werk – Uraufführung Anfang 1808 – zu Nestroys Zeiten schon beinahe vergessen, jedoch hat ein Manuskript des älteren Werkes aus dem Besitz der Österreichischen Nationalbibliothek beim Textvergleich bewiesen, dass Nestroy den Text daraus häufig nahezu unverändert übernommen hatte. Allerdings übertrug er Stegmayers „Ritterlustspiel“ ins bürgerliche Milieu, aus dem Ritter von Bärenburg machte er den Herrn von Nelkenstein, die reisige Knappen wurden zu Bedienten und der Burgvogt zum Förster. Die Szene, wo Bärenburg Till übertrumpfen will, wurde ebenfalls übernommen, von Nestroy allerdings statt der reinen Erzählung in der Vorlage ausführlich auf der Bühne dargestellt. Den vom Komiker Anton Hasenhut (1766–1841), dem Schöpfer des Thaddädl, gespielten dummen Knaben Hans passte er als Natzi gänzlich seiner spielerischen und körperlichen Eigenart an, wie auch Eulenspiegel auf den dicken Wenzel Scholz zugeschnitten worden war.
Johann Nestroy spielte den Natzi, Wenzel Scholz den Eulenspiegel, Friedrich Hopp den Amtsvogt Specht, Franz Gämmerler den Jäger Heinrich, Ignaz Stahl den Müller Mehlwurm, Nestroys Lebensgefährtin Marie Weiler die Magd Peppi. Nestroy und Scholz spielten ihre Rollen insgesamt rund 160-mal, solange sie gemeinsam auftreten konnten.
Ein Originalmanuskript Nestroys mit zusätzlichen Einlageblättern befindet sich in der Wienbibliothek im Rathaus. Auf dem Titelblatt des Manuskriptes ist Till Eulenspiegel durchgestrichen und durch Eulenspiegel oder Schabernack über Schabernack ersetzt. Ein Theatermanuskript von fremder Hand, ursprünglich aus dem Archiv des Carltheaters, wird heute in der Handschriftensammlung der Österreichischen Nationalbibliothek in zwei nahezu völlig übereinstimmenden Exemplaren aufbewahrt. Die Originalpartitur von Adolf Müller befindet sich in der Musiksammlung der Wienbibliothek im Rathaus (Signatur MH 695).

## Zeitgenössische Rezeption
Nestroys Posse erfuhr bei der Kritik eine durchaus zwiespältige Beurteilung, wie zwei Beispiele zeigen.
In der Wiener Theaterzeitung von Adolf Bäuerle am 24. April 1835 war zu lesen;
„Wer da weiß, wie schwer es ist, Sagen und Märchen, welche im Mund edes Volkes leben, effektvoll auf das Theater zu bringen, der wird Herrn Nestroy zu rühmen bedacht sein; er ist des Stoffes Meister geworden, hat den verschlagenen, lustigen Till auch im neuen Gewande treu hingestellt und nebenbei so viele hübsche Sachen eingewoben, daß es eine Lust ist, des ‚kecken Jungen‘ verschmitzte Streiche zu beschauen.“
Ausdrücklich gelobt wurden die Darsteller, allen voran Wenzel Scholz als Eulenspiegel, Madame Fehringer als köstliche Cordula und Nestroy mit seiner pointierten Nebenrolle als Natzi; ebenfalls erwähnt wurde das vollbesetzte Haus und der große Erfolg beim Publikum.
Weniger freundlich war die Kritik in der Wiener Zeitschrift für Kunst, Literatur, Theater und Mode vom 28. April schon bei der Inhaltsangabe:
„Hier gilt es, dem Jäger Heinrich zu seinem Lenchen zu verhelfen und dem Müller Mehlwurm zu überlisten. Es wird deshalb ein Faß zweimal auf die Bühne gewälzt, ein paar Verkleidungen ausgeführt, eine alte Schwester des Müllers durch ein Liebesverhältnis genarrt, eine Entführung verabredet u. dgl. Es werden ein paar matte Couplets und ein Quodlibet-Duett gesungen, per ogni buon evento wird noch beiher mit einem Herrn von Nelkenstein gewettet und zuletzt dem alten Mehlwurm glücklich die Einwilligung abgezwungen.“
Die Darstellung von Nestroy und Scholz wurden zwar gewürdigt, der letzten allerdings wegen seiner nicht zu ihm passenden Rolle bedauert, die Aufnahme beim Publikum als geteilt beschrieben.

## Spätere Interpretationen
Otto Rommel vermerkt, dass Nestroy in seinen „Dummenjungenrollen“ – Dalkopatscho in Der gefühlvolle Kerckermeister, Natzi im Eulenspiegel, Tiburtius Hecht in Der Affe und der Bräutigam, Blasius Rohr in Glück, Mißbrauch und Rückkehr, Willibald in Die schlimmen Buben in der Schule, und andere – nicht durch naive Darstellung der altersbedingten Beschränktheit, sondern durch den Kontrast zwischen dem Gesagten und der Art, es zu sagen, besonders komisch wirkte. Er zitiert einen Berliner Kritiker, der anlässlich eines Gastspieles Nestroys über den Natzi schrieb:
„Nie sah ich einen dummen Jungen geistreicher dargestellt.“
In diesem Werk zeichne Nestroy die Hauptfigur Eulenspiegel, der außer dem Namen nichts mit dem bekannten Helden zu tun habe, als lustigen Vagabunden, als Tausendsassa, der das Intrigieren berufsmäßig betreibe. Die Handlung und die Nebenfiguren seien dem eisernen Bestande des Alt-Wiener Volkstheaters und der noch älteren Harlekinade entlehnt.
Ähnlich urteilt auch Helmut Ahrens: Nestroy habe mit dem Eulenspiegel, einem Wunsche seines Direktors Carl Carl folgend, ein leichtes, unterhaltendes, volkstümliches, simples Machwerk geschrieben, ganz nach dem Geschmack des Publikums. Der Eulenspiegel habe wenig gemein mit der Figur der Volkssage, er liege vielmehr in der Linie des Hanswursts und des Kasperle. Und der lange, schlaksige Nestroy als Knabe in kurzen Hosen und übergroßer Kleidung wirke allein dadurch schon komisch. Er sei in der Lage gewesen, nur durch seine mimische Leistung einen nichtssagenden Satz in einen pointierten Witz zu verwandeln.
Ebenso deutlich formulieren es auch Brukner und Rommel in ihrer historisch-kritischen Nestroy-Ausgabe:
„Weder Stegmayers noch Nestroys Eulenspiegel haben noch irgend einen Zusammenhang mit dem Eulenspiegel des Volksbuches. Sie sind einfach Intriganten vom Stamme Arlecchino – Sganarelle – Hanswurst – Käsperle.“

## Text
- Gesamter Text auf zeno.org (abgerufen am 24. September 2014)